# Gretsch Drums
La Gretsch Drums è un'azienda statunitense che costruisce strumenti a percussione, con sede principale a Ridgeland (Carolina del Sud).

## Storia
L'azienda venne fondata da Friedrich Gretsch, un immigrato tedesco, a Brooklyn (New York) nel 1883. Dopo la sua morte avvenuta nel 1895, la Gretsch venne affidata al giovane figlio Fred Gretsch Sr., che diede un notevole sviluppo all'azienda. Nel 1942 viene sostituito dal figlio, Fred Gretsch Jr., il quale dovette lasciare la guida della Gretsch per combattere durante la seconda guerra mondiale. Prende così il comando il fratello minore, Bill Gretsch, che rimarrà leader dell'azienda fino al 1985, lasciando il posto a suo figlio Fred Gretsch.
Alla fine degli anni '80, Gretsch acquistò i resti della Slingerland Drum Company, che fu successivamente venduta a Gibson, con Gretsch che mantenne il marchio Leedy che aveva fatto parte dell'acquisto di Slingerland.
Nel 2000, Gretsch ha stipulato un accordo con Kaman Music che ha concesso loro i diritti esclusivi per la produzione di batterie Gretsch USA Custom e Signature. Acquistarono anche la maggior parte delle attrezzature utilizzate per realizzare le batterie Gretsch.
Nel gennaio 2015, la famiglia Lombardi ha annunciato che Drum Workshop è diventato il produttore esclusivo e distributore mondiale di Gretsch Drums. Lombardi ha sottolineato che lo stabilimento di Ridgeland rimarrà aperto e che la famiglia Gretsch continuerà a possedere l'azienda. E nel 2017, Hal Leonard si è unito al Gretsch Drums Team come distributore esclusivo negli Stati Uniti delle batterie delle serie Renown, Catalina ed Energy.

## Artisti che usano e hanno usato batterie Gretsch
- Cindy Blackman - Lenny Kravitz
- Brian Blade - Bob Dylan, Joni Mitchell, Joshua Redman, Wayne Shorter
- Rob Bourdon - Linkin Park
- Chris Cester - Jet
- Vinnie Colaiuta - Karizma, Sting, Vasco Rossi, Barbra Streisand
- Alec Chambers - Cylanderhead, Hinge
- Phil Collins - Genesis
- Giampaolo Conchedda - Gianni Morandi, Piero Marras, Coro degli Angeli,
- Paul Goldberg LA session drummer/independent
- Steve Ferrone - Tom Petty and the Heartbreakers
- Stan Frazier - Sugar Ray
- Simen Tanggård - Algorythms
- D.J Fontana - Jeff Beck, Paul McCartney, Carl Perkins, Elvis Pressly, Keith Richards, Ron Wood
- Taylor Hawkins - Foo Fighters
- Makoto Izumitani - Gwen Stefani
- Paul John - Christina Aguilera, Alicia Keys
- Elvin Jones - John Coltrane
- Matt Letley - Status Quo
- Mitch Mitchell - The Jimi Hendrix Experience
- Stanton Moore - Galactic, The Stanton Moore Trio
- Max Roach - Dizzy Gillespie, Sonny Rollins
- Bill Stewart -  Peter Bernstein, Larry Goldings, Pat Metheny, John Scofield, Bill Stewart Trio, Manuel Valeria
- Scott Underwood - Train
- Charlie Watts - The Rolling Stones
- Brad Wilk - Audioslave and Rage Against the Machine